# Parlamentswahl in Portugal 1995
- CDU: 15
- PS: 112
- PSD: 88
- PP: 15

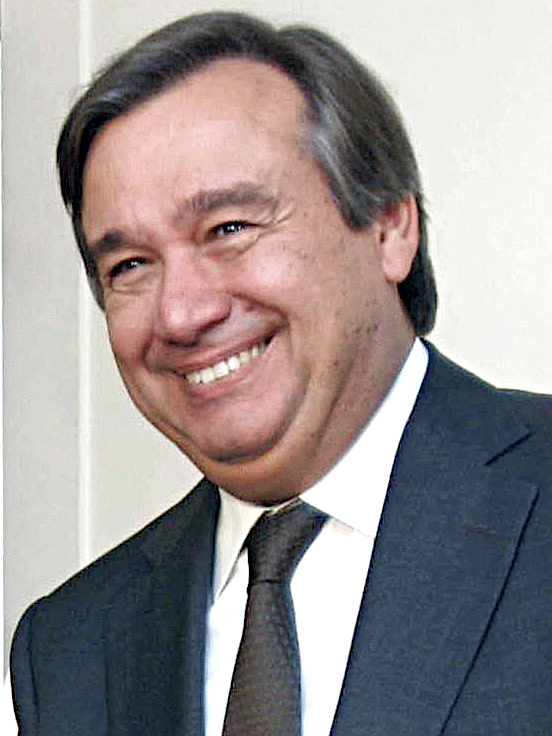
Premierminister António Guterres

Die Parlamentswahlen in Portugal 1995 fanden am 1. Oktober statt.
Nach 10 Jahren als Premierminister entschied sich Aníbal Cavaco Silva, nicht für eine vierte Amtszeit zu kandidieren, und gab die Führung der Partido Social Democrata (PSD) auf. PSD ernannte Fernando Nogueira, einen der engsten Minister von Cavaco Silva, zum Vorsitzenden und Kandidaten für die Wahlen.
Die Partido Socialista (PS), angeführt von António Guterres, gewann eindeutig die Wahlen und beendete die Präsenz der PSD in der portugiesischen Regierung, die 1980 begann. Die PS erzielte bis zu diesem Datum das beste Ergebnis bei den Parlamentswahlen und war nur 4 Abgeordnete von der Erlangung der absoluten Mehrheit entfernt. Die PSD erlitt einen spektakulären Rückschlag, verlor fast 17 % der Stimmen und mehr als ein Drittel ihrer Parlamentarier und kehrte zum ersten Mal seit den 1970er Jahren wieder zur Opposition zurück. Die Partido Popular (CDS-PP) stieg auf den dritten Platz und entthronte die Koalition unter Führung der Kommunisten mit einer Rede ganz rechts. Die Coligação Democrática Unitária (CDU) fiel erneut, obwohl sie dieselben Abgeordneten wie die Volkspartei erhielt. Die Partido da Solidariedade Nacional (PSN) wurde nach internen Meinungsverschiedenheiten von der Karte verbannt.
Infolge der Wahlen wurde António Guterres vom Präsidenten der Republik Mário Soares zum Premierminister ernannt und begann, eine Minderheitsregierung zu führen. In der Folge nahm am 28. Oktober 1995 das Kabinett Guterres I unter Premierminister António Guterres die Arbeit auf.
Die Wahlbeteiligung bei dieser Wahl betrug 66,3 %

## Wahlsystem
Die Sitze in jedem Wahlkreis werden nach dem größten durchschnittlichen Methode der proportionalen Repräsentation (PR), von dem belgischen Mathematiker Victor d’Hondt im Jahr 1899 konzipiert, aufgeteilt. Obwohl es keinen gesetzliche Grenzwert für die Teilnahme bei der Zuweisung der Sitze der Nationalversammlung gibt, führt die Anwendung des d’Hondt-Verfahren zu einer De-facto-Schwelle auf Wahlkreis-Ebene.

## Wahlergebnisse
| Partei                                | Partei                                                                                                  | Stimmen   | Stimmen | Stimmen | Sitze   | Sitze |
| Partei                                | Partei                                                                                                  | Anzahl    | %       | +/−     | Anzahl  | +/−   |
| ------------------------------------- | --- | --------- | ------- | ------- | ------- | ----- |
|                                       | Partido Socialista                                                                                      | 2.583.755 | 43,8    | +14,7   | 112     | +40   |
|                                       | Partido Social Democrata                                                                                | 2.014.589 | 34,1    | −16,5   | 88      | −47   |
|                                       | Partido Popular                                                                                         | 534.470   | 9,1     | +4,7    | 15      | +10   |

Sitzverteilung und stärkste Partei in den Wahlkreisen

|                                       | Coligação Democrática Unitária - Partido Comunista Português (PCP) - Partido Ecologista Os Verdes (PEV) | 506.157   | 8,6     | −0,2    | 15 13 2 | −2 ±0 |
|                                       | Partido Comunista dos Trabalhadores Portugueses                                                         | 41.137    | 0,7     | −0,2    | −       | −     |
|                                       | Partido Socialista Revolucionário                                                                       | 37.638    | 0,6     | −0,5    | −       | −     |
|                                       | União Democrática Popular                                                                               | 33.876    | 0,6     | +0,5    | −       | −     |
|                                       | Partido da Solidariedade Nacional                                                                       | 12.613    | 0,2     | −1,5    | −       | −1    |
|                                       | Partido da Gente                                                                                        | 8.279     | 0,1     | −       | −       | −     |
|                                       | Partido da Terra                                                                                        | 8.235     | 0,1     | −       | −       | −     |
|                                       | Partido Popular Monárquico/Partido da Terra                                                             | 5.932     | 0,1     | −       | −       | −     |
|                                       | Movimento para a Unidade dos Trabalhadores                                                              | 2.544     | 0,0     | −       | −       | −     |
|                                       | Partido Democrático do Atlântico                                                                        | 2.536     | 0,0     | −       | −       | −     |
|                                       | Leeren Stimmzettel                                                                                      | 45.793    | 0,8     | −0,0    |         |       |
|                                       | Ungültige Stimmzettel                                                                                   | 67.300    | 1,1     | +0,0    |         |       |
|                                       | Gesamt                                                                                                  | 5.904.854 | 100,0   |         | 230     |       |
| Wahlberechtigte                       | Wahlberechtigte                                                                                         | 8.906.608 |         |         |         |       |
| Wahlbeteiligung                       | Wahlbeteiligung                                                                                         | 66,3 %    |         |         |         |       |
| Quelle: Comissão Nacional de Eleições | |           |         |         |         |       |